# Communauté de communes de Sélestat
Die Communauté de communes de Sélestat ist ein französischer Gemeindeverband mit der Rechtsform einer Communauté de communes im Département Bas-Rhin in der Region Grand Est. Sie wurde am 28. Dezember 1995 gegründet und besteht aus zwölf Gemeinden. Der Verwaltungssitz befindet sich im Ort Sélestat.

## Mitgliedsgemeinden
| Gemeinde                           | Einwohner 1. Januar 2022 | Fläche km² | Dichte Einw./km² | Code INSEE | Postleitzahl |
| ---------------------------------- | ------------------------ | ---------- | ---------------- | ---------- | ------------ |
| Baldenheim                         | 1.205                    | 9,44       | 128              | 67019      | 67600        |
| Châtenois                          | 4.235                    | 14,57      | 291              | 67073      | 67730        |
| Dieffenthal                        | 249                      | 1,51       | 165              | 67094      | 67650        |
| Ebersheim                          | 2.291                    | 13,66      | 168              | 67115      | 67600        |
| Ebersmunster                       | 557                      | 7,39       | 75               | 67116      | 67600        |
| Kintzheim                          | 1.680                    | 18,78      | 89               | 67239      | 67600        |
| La Vancelle                        | 400                      | 7,88       | 51               | 67505      | 67730        |
| Mussig                             | 1.139                    | 11,73      | 97               | 67310      | 67600        |
| Muttersholtz                       | 2.228                    | 12,67      | 176              | 67311      | 67600        |
| Orschwiller                        | 615                      | 6,32       | 97               | 67362      | 67600        |
| Scherwiller                        | 3.153                    | 18,08      | 174              | 67445      | 67750        |
| Sélestat                           | 19.300                   | 44,40      | 435              | 67462      | 67600        |
| Communauté de communes de Sélestat | 37.404                   | 166,43     | 225              | –          | –            |